# Aéroport de Savonlinna
L'aéroport de Savonlinna (code IATA : SVL • code OACI : EFSA) (finnois : Savonlinnan lentoasema) est un aéroport situé à 15 km du centre-ville de Savonlinna en Finlande

## Situation
| \| 50 km1:2 811 000 \| Enontekiö Helsinki-Malmi Helsinki-Vantaa Ivalo Joensuu Jyväskylä Kajaani Kemi-Tornio Kittilä Kokkola-Pietarsaari Kuopio Kuusamo Lappeenranta Mariehamn Oulu Pori Rovaniemi Savonlinna Tampere Turku Vaasa Varkaus |
| 50 km1:2 811 000 |

## Trafic
En 2013, il a accueilli environ 12 215 passagers.

## Compagnie aérienne et destination
| Compagnies | Destinations    |
| ---------- | --------------- |
| NyxAir     | Helsinki-Vantaa |

Edité le 01/03/2023
Pour des raisons techniques, il est temporairement impossible d'afficher le graphique qui aurait dû être présenté ici.

Voir la requête brute et les sources sur Wikidata.
| Année | Domestique | International | Total  | Variation |
| ----- | ---------- | ------------- | ------ | --------- |
| 2005  | 19 145     | 2 199         | 21 344 | −32,1 %   |
| 2006  | 21 305     | 2 424         | 23 729 | +11,2 %   |
| 2007  | 17 558     | 1 774         | 19 332 | −18,5 %   |
| 2008  | 12 424     | 2 781         | 15 206 | −21,3 %   |
| 2009  | 14 630     | 3 179         | 17 809 | +17,1 %   |
| 2010  | 13 007     | 2 892         | 15 899 | −10,7 %   |
| 2011  | 12 002     | 2 173         | 14 175 | −10,8 %   |
| 2012  | 10 671     | 2 535         | 13 206 | −6,8 %    |
| 2013  | 9 497      | 2 718         | 12 215 | −7,5 %    |
| 2014  | 7 261      | 3 197         | 10 458 | −14,4 %   |
| 2015  | 11 002     | 2 531         | 13 533 | +29,4 %   |
| 2016  | 9 881      | 1 719         | 11 600 | −14,3 %   |
| 2017  | 9 548      | 2 861         | 12 409 | −7,0 %    |
| 2018  | 7 628      | 3 129         | 10 757 | −13,3 %   |
| 2019  | 7 130      | 3 365         | 10 495 | −2,4 %    |
| 2020  | 1 200      | 2             | 1 202  | −88,5 %   |